# 初恋 (TUBEの曲)
「初恋」（はつこい）は、日本のバンドTUBEの35枚目のシングルである。2001年6月27日発売。発売元はSony Records。

## 概要
前作から1ヶ月半ぶりとなる2001年2枚目のシングル。MVにTUBEは登場していない。翌週には「燃える煙るモナムール」が発売されている。

## 収録曲
| 全作詞: 前田亘輝、全作曲: 春畑道哉、全編曲: 池田大介、TUBE。 |                   |          |            |      |
| #                                                            | タイトル          | 作詞     | 作曲・編曲 | 時間 |
| 1.                                                           | 「初恋」          | 前田亘輝 | 春畑道哉   | 4:47 |
| 2.                                                           | 「Rising Sun」    | 前田亘輝 | 春畑道哉   | 4:39 |
| 3.                                                           | 「初恋 mix 8251」 | 前田亘輝 | 春畑道哉   | 4:46 |
| 合計時間:                                                    | 合計時間:         | 14:12    |            |      |

## 収録アルバム
- Soul Surfin' Crew (#1)
- PROJECT 2002 The Monsters (#2)　※2002 FIFAワールドカップの開催記念として企画されたコンピレーション・アルバム
- All Singles TUBEst -White- (#1)

## タイアップ
初恋
- 日本テレビ系「劇空間プロ野球2001」イメージソング